# Diócesis de Shendam
La diócesis de Shendam (en latín: Dioecesis Shendamensis y en inglés: Roman Catholic Diocese of Shendam) es una circunscripción eclesiástica de la Iglesia católica en Nigeria. Se trata de una diócesis latina, sufragánea de la arquidiócesis de Jos. Desde el 5 de noviembre de 2016 su obispo es Philip Davou Dung.

## Territorio y organización
La diócesis tiene 11 644 km² y extiende su jurisdicción sobre los fieles católicos de rito latino residentes en 6 áreas de gobierno local del estado de Plateau: Shendam, Langtang North, Langtang South, Mikang, Wase y Qua'an Pan.
La sede de la diócesis se encuentra en la ciudad de Shendam, en donde se halla la Catedral del Sagrado Corazón de Jesús.
En 2020 en la diócesis existían 31 parroquias.

## Historia
La diócesis fue erigida el 2 de junio de 2007 con la bula Nuper est petitum del papa Benedicto XVI, obteniendo el territorio de la arquidiócesis de Jos.
El 18 de marzo de 2014 cedió una parte de su territorio para la erección de la diócesis de Pankshin mediante la bula Cum ad aeternam del papa Francisco.

## Estadísticas
Según el Anuario Pontificio 2021 la diócesis tenía a fines de 2020 un total de 210 124 fieles bautizados.
| Año                                                                             | Población            | Población | Población      | Sacerdotes | Sacerdotes    | Sacerdotes    | Bautizados por sacerdote | Diáconos permanentes | Religiosos | Religiosos | Parroquias |
| Año                                                                             | Bautizados católicos | Total     | % de católicos | Total      | Clero secular | Clero regular | Bautizados por sacerdote | Diáconos permanentes | Varones    | Mujeres    | Parroquias |
| ------------------------------------------------------------------------------- | -------------------- | --------- | -------------- | ---------- | ------------- | ------------- | ------------------------ | -------------------- | ---------- | ---------- | ---------- |
| 2007                                                                            | 149 051              | 980 810   | 15.2           | 36         | 30            | 6             | 4140                     |                      |            | 7          | 17         |
| 2010                                                                            | 165 237              | 994 000   | 16.6           | 30         | 29            | 1             | 5507                     |                      | 1          | 8          | 23         |
| 2014                                                                            | 173 307              | 1 000     | 17.3           | 32         | 32            |               | 5416                     |                      | 3          | 8          | 28         |
| 2017                                                                            | 192 770              | 1 262 170 | 15.3           | 38         | 35            | 3             | 5072                     |                      | 3          | 11         | 28         |
| 2020                                                                            | 210 124              | 1 579 734 | 13.3           | 47         | 45            | 2             | 4470                     |                      | 2          | 16         | 31         |
| Fuente: Catholic-Hierarchy, que a su vez toma los datos del Anuario Pontificio. |                      |           |                |            |               |               |                          |                      |            |            |            |

## Episcopologio
- James Naaman Daman, O.S.A † (2 de junio de 2007-12 de enero de 2015 falleció)
- Philip Davou Dung, desde el 5 de noviembre de 2016